# Zinkdithiofosfaten
Zinkdithiofosfaten, meer bepaald zinkdialkyldithiofosfaten, zijn een groep coördinatieverbindingen van zink. Ze worden vaak beschouwd als zouten van zink met di-alkylesters van dithiofosforzuur.

## Toepassing
Deze verbindingen worden aan vrijwel alle smeeroliën, motoroliën, hydraulische oliën en dergelijke toegevoegd als additief om slijtage tegen te gaan. Bij hoge drukken en temperaturen vormen ze een beschermend laagje op metaaloppervlakken. Het gehalte van deze stoffen in de olie ligt rond 1%.
Ze gaan ook corrosie en oxidatie tegen.

## Synthese
Fosforpentasulfide wordt met een alcohol of een alcoholenmengsel gereageerd, en het resulterende dithiofosforzuur wordt met zinkoxide geneutraliseerd:
{\displaystyle {\ce {4ROH + P2S5 -> 2R2O2PS2H + H2S}}}
{\displaystyle {\ce {2R2O2PS2H + ZnO -> (R2O2PS2)2Zn + H2O}}}
Hierbij stelt R een alkylgroep voor die tot 20 koolstofatomen lang is, en al dan niet vertakt kan zijn. In de praktijk telt R meestal tussen 3 en 13 koolstofatomen. Een aantal zinkdialkyldithiofosfaten, zuivere stoffen of mengsels, heeft een eigen CAS-nummer.